# Clemensia
Clemensia é um gênero de traça pertencente à família Arctiidae.